# Horst Brasch
Horst Brasch (Berlijn, 23 december 1922 - aldaar, 18 augustus 1989) was een Oost-Duits politicus. Hij was minister van Cultuur.

## Levensloop
Brasch was de zoon van Joodse textielfabrikanten en de stiefzoon van de bioloog Curt Thesing, met wie zijn moeder later trouwde. Van 1936 tot 1939 bezocht Brasch een Rooms-katholiek internaat in de Abdij van Ettal. In 1939 emigreerde hij vanwege zijn Joodse afkomst als onderdeel van een kindertransport naar Engeland. Aanvankelijk werd hij gevangengezet en als vijandelijk vreemdeling naar Canada overgebracht.  Na zijn terugkeer in Engeland volgde hij Adolf Buchholz op als eerste secretaris van de Freie Deutsche Jugend, die later de belangrijkste communistische jeugdbeweging in de DDR werd. In Duitsland zelf was de organisatie op dat moment illegaal. Hij vertegenwoordigde de FDJ tijdens de eerste wereldconferentie van de Wereldfederatie van democratische jeugd in Londen. In 1944 werd hij lid van de Kommunistische Partei Deutschlands (KPD).
Na de Tweede Wereldoorlog keerde Brasch terug naar de Sovjet-bezettingszone in Duitsland. Zijn familie volgde een jaar later. Daarna begon langzaam zijn opmars door de gelederen van de SED, de opvolger van de KPD. Zo was hij hoofdredacteur van het communistische jeugdblad Junge Welt en in de tweede helft van de jaren vijftig voorzitter van de raad van het Bezirk Cottbus en Bezirk Neubrandenburg.
Zijn zoon Thomas Brasch werd gevangen gezet in 1968 nadat hij betrokken was bij protesten tegen de onderdrukking van de Praagse Lente. Daardoor was er geen plaats meer in de partijtop voor Brasch. Hij werd naar Moskou gestuurd voor bijscholing en bekleedde vervolgens een lagere partijfunctie in Karl-Marx-Stadt, tegenwoordig beter bekend als Chemnitz. Brasch overleed op 18 augustus 1989, kort voor de val van de Berlijnse Muur.